# (15293) 1991 VO3
1991 في أو 3 (ويعرف أيضًا باسم (15293) 1991 في أو 3 وفق تسمية الكوكب الصغير) (بالإنجليزية: 1991 VO3)‏ هو كويكب ضمن حزام الكويكبات؛ وترتيبه 15293 من حيث الاكتشاف.
اكتُشف هذا الجُرم الفلكي بواسطة هيروشي كانيدا في 4 نوفمبر 1991.

## وصلات خارجية
- (15293) 1991 VO3 في قاعدة بيانات مختبر الدفع النفاث لأجرام النظام الشمسي الصغيرة

- الاكتشاف · مخطط المدار ·  العناصر المدارية · المعلمات المادية

- (15293) 1991 VO3 على موقع ويكي سكاي: DSS2, SDSS, GALEX, IRAS, Hydrogen α, X-Ray, Astrophoto, Sky Map, Articles and images